# Melanargia pura
Melanargia pura är en fjärilsart som beskrevs av Friedrich Wilhelm Niepelt 1914. Melanargia pura ingår i släktet Melanargia och familjen praktfjärilar. Inga underarter finns listade i Catalogue of Life.